# Maanrag
Maanrag is een (freeware) stuk software waarmee anagrammen gemaakt kunnen worden. De naam van het programma is op zich een anagram van het woord anagram en heeft geen enkele taalkundige betekenis. Maanrag is in Nederland ontwikkeld en heeft een ingebouwde Nederlandstalige woordenlijst. Een Linux-variant van het programma heet Ragmaan.
Maanrag dateert uit 1996 en kan problemen hebben met de nieuwste generatie computers; daarom is het alternatief Ragmania geschreven.